# Angel Beats!
Angel Beats! (エンジェル ビーツ) és una sèrie d'animació japonesa (Anime) creada a partir de la novel·la de Jun Maeda. La sèrie té 13 capítols, i dos capítols especials, Síndrome d'alta tensió, (que vindria després de l'episodi 4) i un altre epíleg, que seria un final alternatiu.

## Argument
La història segueix a l'Otonashi, un adolescent que perd els records de la seva vida després de morir. Al despertar a l'altra vida, coneix la Yurippe, una noia que el convida a unir-se a la Shinda Sekai Sensen (SSS), o, en català, el Front Després de la Mort. Una organització que es dedica a lluitar contra Déu, i que tindrà com a enemic l'Angel, la presidenta del consell de l'escola.

## Personatges
- Yuzuru Otonashi: L'Otonashi és el protagonista, és un noi de molt bon cor, al principi diu que no vol unir-se al front, però acaba per unir-se. Al començament ha perdut els records, però els anirà recuperant de mica en mica.
- Yurippe Nakamura: Més coneguda com a Yuri és la líder del Front Després de la Mort, és la que posa els noms a les operacions i explica en què consisteixen. A vegades mostra signes d'estar boja, en el capítol especial de "Síndrome d'alta tensió" diuen que els que pateixen els seus càstigs, es tornen bojos o no es tornen a veure més. Té un passat molt trist que impressiona l'Otonashi.
- Àngel (Tenshi): L'Àngel és la presidenta del consell escolar, l'anomenen "Tenshi" (Que és Àngel en japonés) tot i que no ho és, més endavant descobreixen que el seu nom real és Kanade Tachibana (Tachibana Kanade en japonés per l'ordre dels noms). El seu nom significa interpretar una melodia. El seu menjar preferit és el Mapo Tofu un menjar molt picant. La seva arma és la Mà Sonica (En té 5 nivells que edita des del seu ordinador).
- Hinata: Un noi al que li agrada molt el beisbol, a vegades, degut al seu comportament l'Otonashi li va demanar si era homosexual, però ell va contestar que no. És el sempai de la Yui.
- Iwasawa i les Girls Devil Monster: La Iwasawa és la vocal i guitarrista del grup de música Girls Devil Monster (GirlsDeMo per abreviar) tot i així en el capítol 3 desapareix i la vocalista passa a ser la Yui.
- Yui: Una noia molt fan de les GirlsDeMo, quan l'Iwasawa desapareix ella s'uneix a la banda fent de vocalista i guitarrita. Tot i que les GirlsDeMo afirmen que no és tan bona com la Iwasawa. Considera el Hinata el seu sempai.
- Noda: És un dels més "bèsties" del front, sempre porta una dalla i s'entrena amb ella, té bastanta rivalitat amb l'Otonashi. Està enamorat de la Yurippe.
- Matsushita: Més conegut com a Matsushita 5è Dan per les seves habilitats en Judo li encanta menjar i sempre es recorda dels deutes que té amb el menjar... Li agrada molt la carn. Més endavant a part del Judo també apren Karate.
- TK: És un noi molt misteriós del qual no se'n coneix el nom real, li agrada molt ballar i sempre està ballant o movent-se. Sempre parla en anglès en comptes d'en japonès, li agrada el Mapo Tofu com a l'Àngel.
- Naoi Ayato: És el subpresident del consell estudiantil. Quan retiren a la Kanade ell agafa el seu lloc i es torna el president. Al principi pensaven que era un NPC, però van descobrir que fora l'institut pegava als alumnes i intenta destruir el SSS. Però l'Otonashi li fa canviar el seu pensament de la vida i després d'una "masacre" contra l'SSS s'uneix a ell. S'anomena a si mateix el Déu d'aquest món.
- Takamatsu: Un noi d'aspecte intel·ligent i amb ulleres, tot i que la Yuri diu que és idiota, més endavant es veu que és molt musculat. Es transforma en un NPC, però després aconsegueix tornar a ser humà del tot i acaba desapareixent com els altres.